# Steigfriedhof

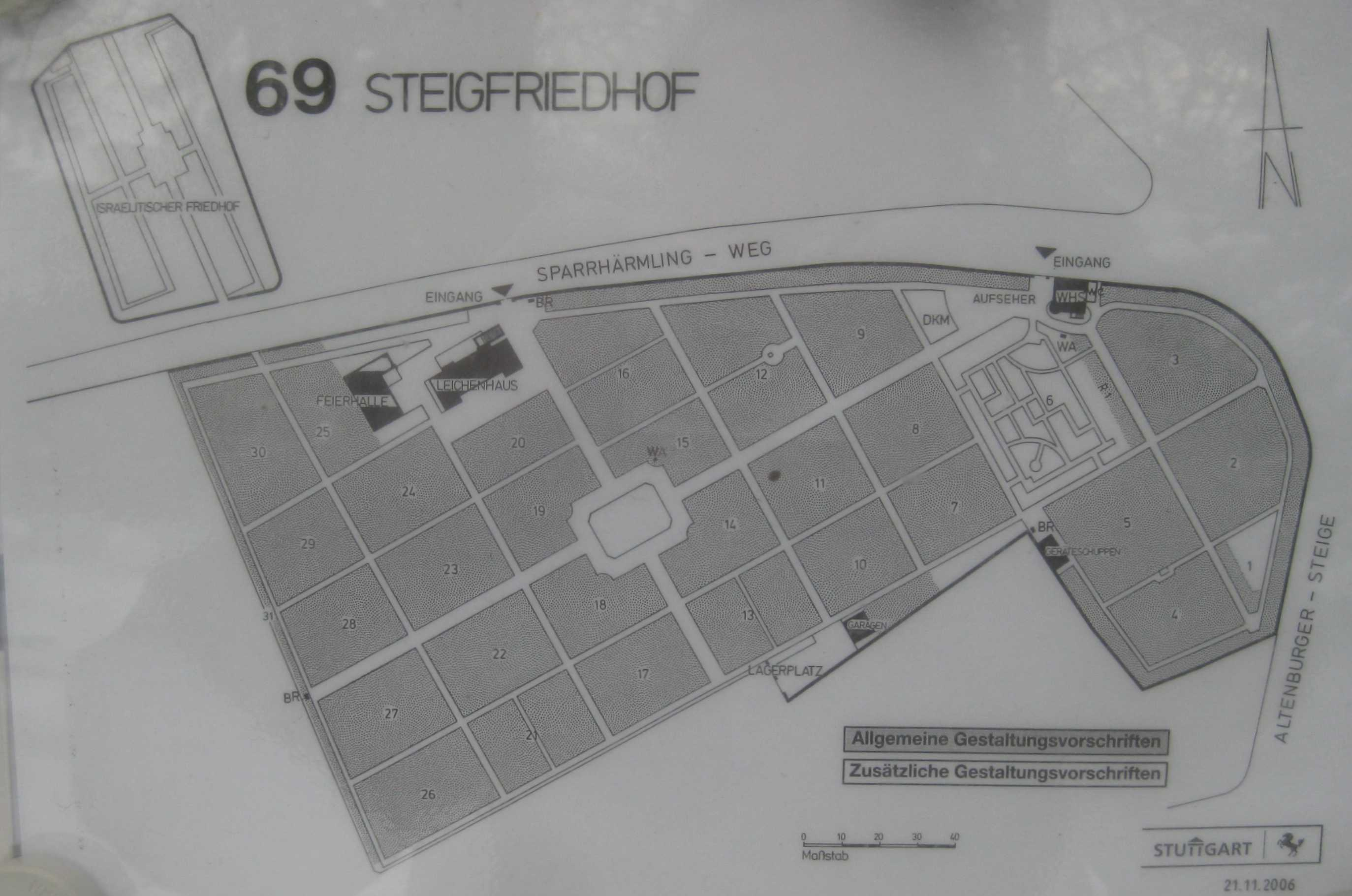
Aushangplan. – Abkürzungen: BR = Brunnen, DKM = Denkmal (= Ehrenmal), WA = Wasserstelle, WHS = Wohnhaus.

Der Steigfriedhof in Stuttgart-Bad Cannstatt vom Ende des 6. Jahrhunderts ist der älteste Friedhof Stuttgarts. Er liegt in Altenburg, heute ein Stadtteil von Bad Cannstatt, auf einer Höhe gegenüber der Altstadt, etwa 500 Meter vom Neckar entfernt. Gegenüber dem Steigfriedhof befindet sich der Israelitische Friedhof von 1872.

## Geschichte
In der Nähe des Steigfriedhofs stand schon in römischen Zeiten ein Kastell. Wahrscheinlich gegen Ende des 6. Jahrhunderts wurde der Friedhof zusammen mit der Urkirche St. Martin von den Franken eingerichtet. Diese Kirche blieb auch nach Übertragung der Pfarrrechte auf die Stiftskirche in Stuttgart im Jahr 1323 das kirchliche Zentrum für die Gemeinden Brye und Altenburg. Auch die Begräbnisstätte wurde weiter genutzt. Gegenüber dem Steigfriedhof wurde 1872 der Israelitische Friedhof eingerichtet.
Der Steigfriedhof wird weiterhin als Begräbnisstätte genutzt, der Israelitische Friedhof gilt seit 1945 als geschlossen.

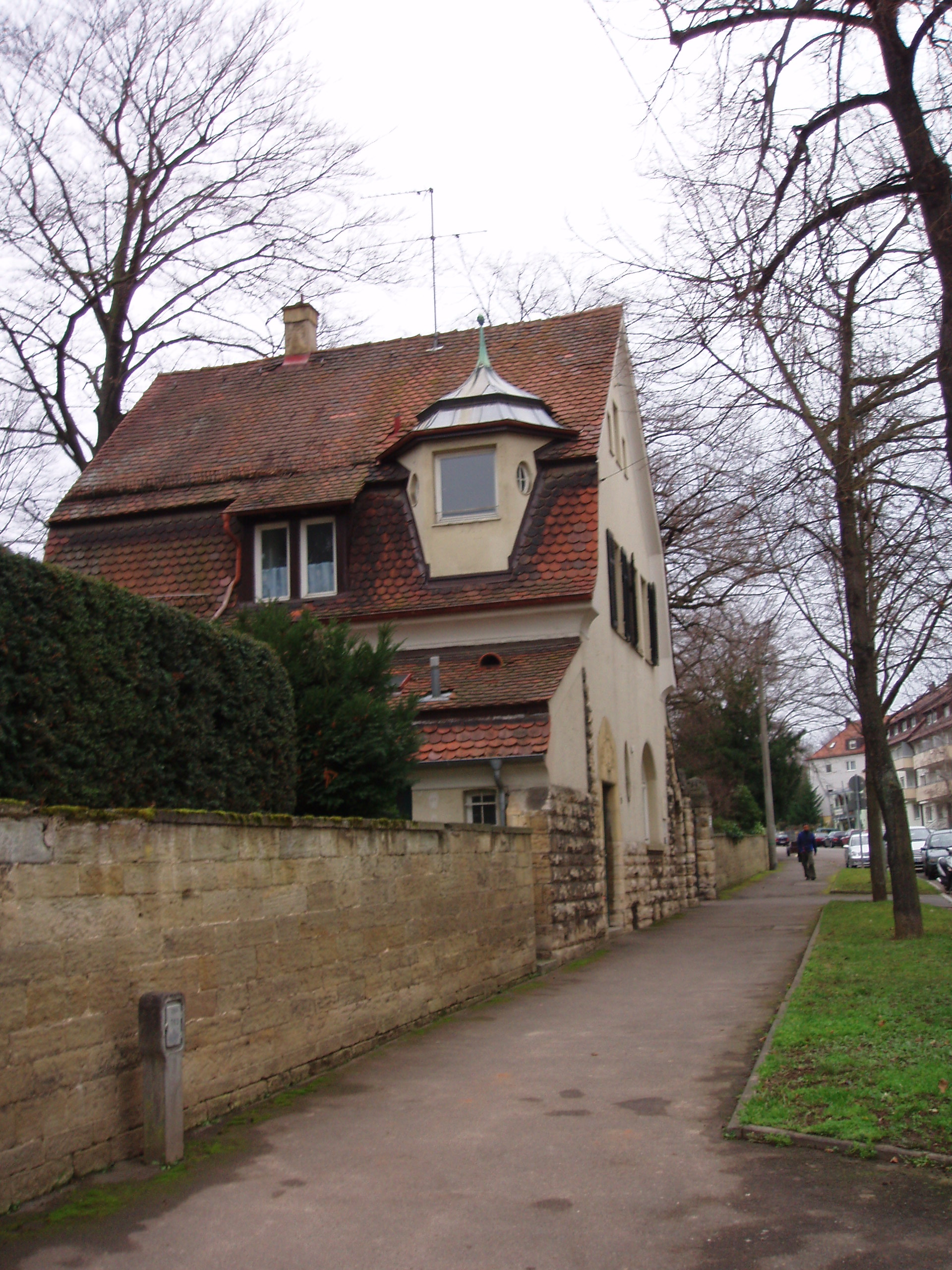
Wohnhaus von 1908 und Haupteingang.
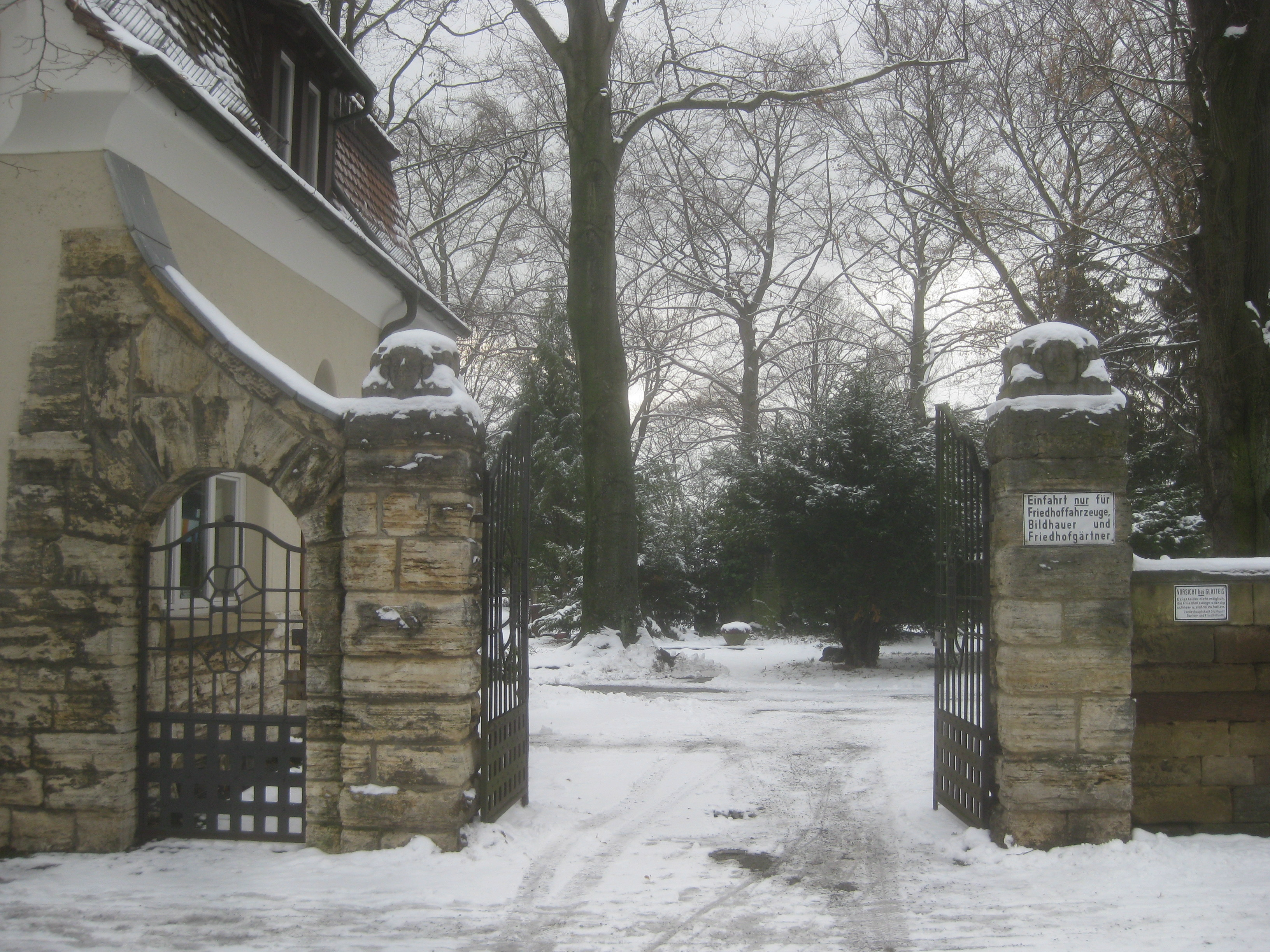
Haupteingang.
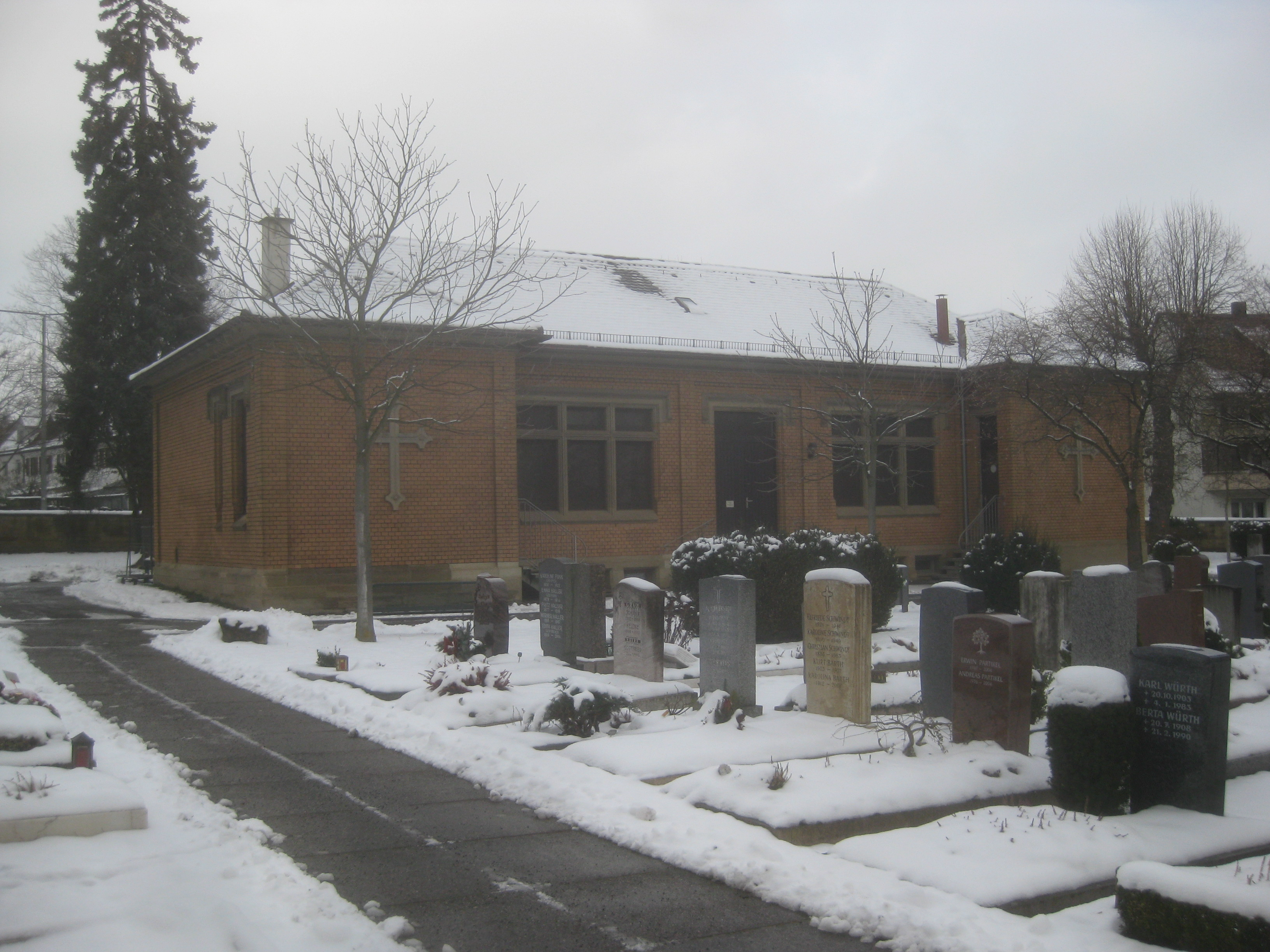
Leichenhaus.
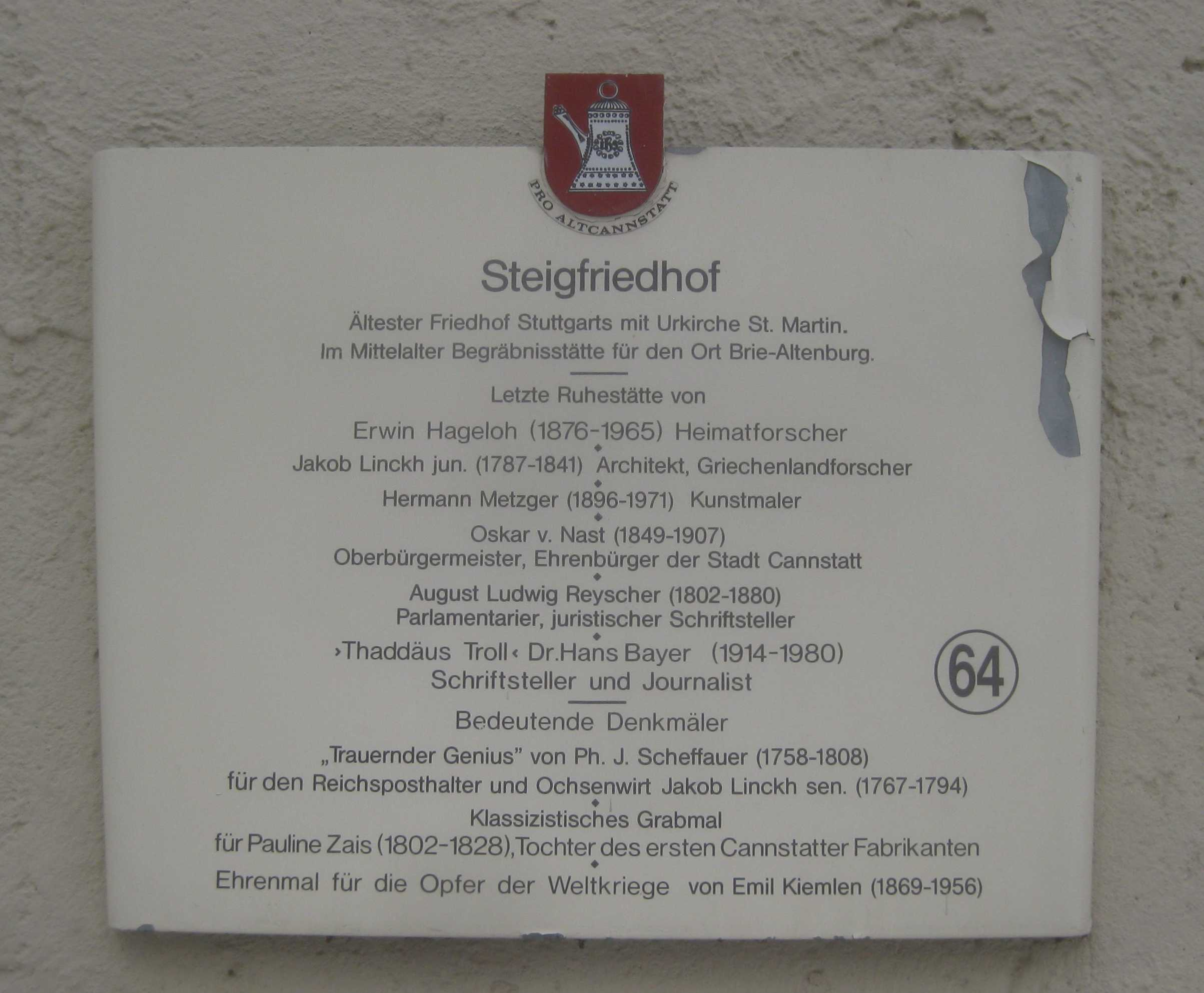
Hinweistafel am Haupteingang des Steigfriedhofs.
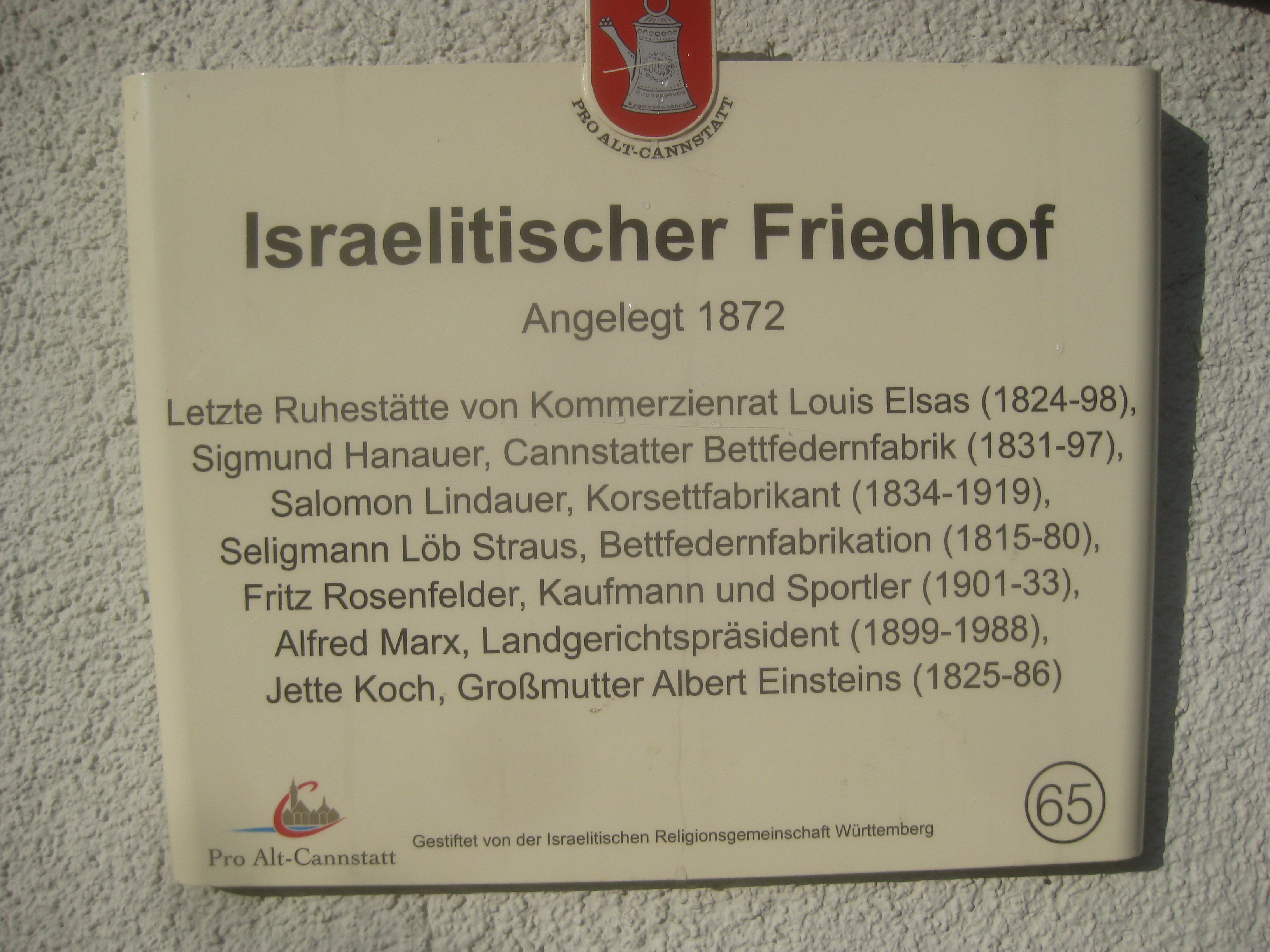
Hinweistafel am Israelitischen Friedhof.

## Ehrenmal

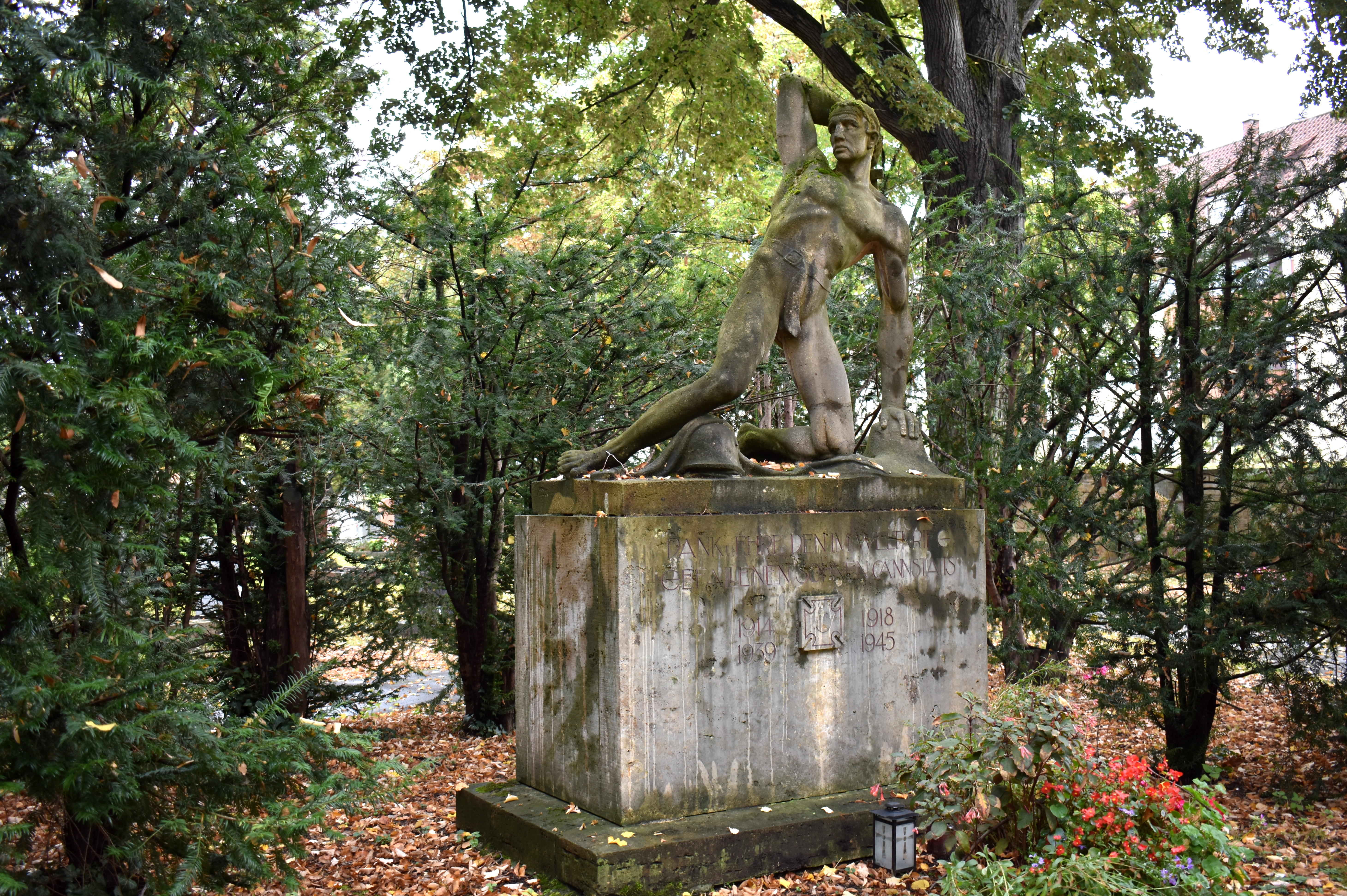
Ehrenmal für die Opfer der beiden Weltkriege von Emil Kiemlen.

Auf dem dreieckigen Rasenstück rechts vom Haupteingang steht das Ehrenmal für die im Ersten Weltkrieg gefallenen Söhne Cannstatts, das der Cannstatter Bildhauer Emil Kiemlen 1923 schuf (siehe DKM im Aushangplan oben).
Der Sockel trägt die Inschrift: „Dank u. Ehre den im Weltkrieg gefallenen Söhnen Cannstatts / 1914–1918 / 1939–1945“. Die Jahreszahlen des Zweiten Weltkriegs wurden nach 1945 ergänzt, so dass das Ehrenmal jetzt den in beiden Weltkriegen gefallenen Söhnen Cannstatts gewidmet ist.
Die Skulptur auf dem Sockel stellt einen kraftvollen, nur mit einem Gürtel bekleideten Mann dar, der durch den am Boden liegenden Helm als Soldat erkennbar ist. Er weicht, in die Knie sinkend, vor einer unsichtbaren Bedrohung zurück und holt hinter dem Rücken mit dem Kurzschwert zum Schlag aus.

## Gräber
| → Spaltenlegende und -sortierung | |
| Legende | |
| \| # \| Nummer der Abteilung, in der sich das Grab befindet. Die Lage der Abteilungen geht aus dem Friedhofsplan (siehe oben) hervor. \| \| P \| Grab eines Prominenten. \| \| K \| Grab mit Kunstwerk oder ein Grab, das aus anderen Gründen bemerkenswert ist. \| \| * \| Geburtsjahr. \| \| † \| Todesjahr. \| | |
| Sortierung | |
| - Eine Spalte sortieren: das Symbol im Spaltenkopf anklicken. Spalte Grab/Künstler: Sortierung nach dem Familiennamen. - Nach einer weiteren Spalte sortieren: Umschalttaste gedrückt halten und das Symbol anklicken. - Anfangssortierung: nach dem Familiennamen in der Spalte Grab.                            | |
| # | Nummer der Abteilung, in der sich das Grab befindet. Die Lage der Abteilungen geht aus dem Friedhofsplan (siehe oben) hervor. |
| P | Grab eines Prominenten. |
| K | Grab mit Kunstwerk oder ein Grab, das aus anderen Gründen bemerkenswert ist.                                                  |
| * | Geburtsjahr. |
| † | Todesjahr. |

| Abbildung | #  | P | K | Grab                                                                                 | *         | †         | Künstler / Objekt                                                   |
| --------- | -- | - | - | ------------------------------------------------------------------------------------ | --------- | --------- | ------------------------------------------------------------------- |
|           | 29 | P |   | Helga Feddersen und Olli Maier                                                       | 1930 1945 | 1990 2011 |                                                                     |
|           | 4  | P |   | Erwin Hageloh, Cannstatter Heimatforscher.                                           | 1876      | 1965      |                                                                     |
|           | 6  |   | K | Heinrich Rudolf Hartmann, Fabrikdirektor.                                            | 1850      | 1911      | NN, Skulptur einer sitzenden Trauernden.                            |
|           | 4  |   | K | Maria Hartmann.                                                                      | 1874      | 1935      | NN, Skulptur einer stehenden Trauernden.                            |
|           | 3  | P |   | Philipp Heineken (Sportfunktionär).                                                  | 1873      | 1959      |                                                                     |
|           | 6  | P |   | Albert Hofele, Rundfunkmoderator.                                                    | 1896      | 1972      | Das Grab wurde zwischenzeitlich abgeräumt und existiert nicht mehr. |
|           | 18 |   | K | Erika Koppert.                                                                       | 1899      | 1915      | Daniel Stocker, Skulptur einer Trauernden.                          |
|           | 4  | P |   | Jakob Linckh jun., Architekt und Griechenlandforscher.                               | 1787      | 1841      |                                                                     |
|           | 6  |   | K | Jakob Linckh sen., Reichsposthalter und Ochsenwirt, ältestes erhaltenes Grab.        | 1767      | 1794      | Philipp Jakob Scheffauer, Skulptur „Trauernder Genius“, 1796.       |
|           | 6  |   | K | Jakob Linckh, Foto vor 1907.                                                         | 1767      | 1794      | Philipp Jakob Scheffauer, Skulptur „Trauernder Genius“, 1796.       |
|           | 4  |   | K | Max H. Maier.                                                                        | 1915      | 1987      | Daniel Stocker, Skulptur einer Knienden.                            |
|           | 1  | P |   | Hermann Metzger, Kunstmaler und Cannstatter Heimatforscher.                          | 1896      | 1971      | NN, Hochrelief einer stehenden Trauernden.                          |
|           | 6  | P |   | Oskar von Nast.                                                                      | 1849      | 1907      |                                                                     |
|           | 4  | P |   | August Ludwig Reyscher.                                                              | 1802      | 1880      |                                                                     |
|           | 5  |   | K | Gottlob Riegraf.                                                                     | 1877      | 1954      | NN, Reliefmedaillon eines trauernden Hirten.                        |
|           | 11 |   | K | Christoph Friederich Rilling.                                                        | 1891      | 1914      | NN, Skulptur einer stehenden Trauernden.                            |
|           | 2  |   | K | Richard Staude.                                                                      | 1880      | 1957      | NN, Skulptur einer toten Mutter mit ihrem Kind.                     |
|           | 7  | P |   | Thaddäus Troll (= Pseudonym), bürgerlicher Name: Dr. Hans Bayer.                     | 1914      | 1980      |                                                                     |
|           | 4  |   | K | Pauline Zais, die früh verstorbene Tochter des Cannstatter Fabrikanten Wilhelm Zais. | 1802      | 1828      | Theodor Wagner, Relief.                                             |
|           | 4  |   | K | Pauline Zais, Foto vor 1907.                                                         | 1802      | 1828      | Theodor Wagner, Relief.                                             |